# يحيى مختار
يحيى مختار،(1936 -) هو  أديب وكاتب مصري نوبي. ولد عام 1936 في قرية الجنينة الواقعة بين حدود مصر والسودان. معظم أعماله تميزت بالهوية النوبية والنكهة الصوفية حيث أصدر فقط أربع روايات وثلاث مجموعات قصصية. وفي عام 1992 حصل على جائزة الدولة التشجيعية، وكان لهذه الجائزة دور فعال في تحفيز قدراته على الكتابة.

## السيرة الذاتية
عاش وترعرع يحيى مختار في قريته، إلى أن بلغ الثامنة من عمره انتقل مع عائلته للعيش في القاهرة بسبب أزمة تهجير النوبيين والتي رافقت عملية بناء السد العالي في مطلع الستينات حيث أنه كان يتحدث اللغة النوبية فقط، وقبل أن يلتحق بالمدرسة تعلم اللغة العربية والقرآن الكريم في إحدى الكتاتيب التي كان يديرها شيخ ضرير. كان الكاتب يحيى مختار يحب القراءة كثيراً فمن خلالها فتحت له عوالم مختلفة، فكان يقرأ لأجاثا كريستي وأرسين لوبين وما إلى ذلك من الكتّاب المعروفين في ذلك الوقت . وعلى الرغم بأن يحيى مختار يتقن  اللغة النوبية الإ أن جميع أعماله كانت باللغة العربية ( إبداع عربي)، وهو مؤمن بأن ليس هنالك أدب نوبي بجانب الأدب المصري العربي، وإن أي كتابة كانت إبداعية أو غير ذلك تنسب إلى اللغة التي كتبت بها.

## السيرة الأدبية
بعد إتقانه للغة العربية أستطاع الأديب يحيى مختار أن ينهي دراسته بجميع مراحلها وأن يلتحق بجامعة القاهرة. اختارَ ليكمل دراسته في تخصص الصحافة بحكم حبه للقراءة والأدب، وبسبب إنتمائه للحركة الشيوعية التي كان يبحث من خلالهاعلى العدل تعرَض للإعتقال وتعرف بداخل السجن على عدد من المثقفين، وفي تلك الفترة من حياته كتب قصتين الأولى بعنوان “البناء” والثانية بعنوان “ قطة من العصر الملكي” . تخرَج من الجامعة عام 1963 ثم تعيَن في إدارة العلاقات العامة في مصلحة السجون المصرية ولكن تم طرده لأسباب سياسية ( علمهم بأنه سجين سياسي سابق). بعيداّ عن الصحافة قرر يحيى مختار أن يعمل في مجال التوزيع في موسسة أخبار اليوم ,حيث أن عمله في التوزيع ساعده بأن يتفرغ للأدب والكتابة وأن يبدأ بنشرقصصه القصيرة والإبداع في كتاباته الأدبية .

## المؤلفات
- صدرت له أول مجموعة قصصية عام 1990 “عروس النيل” وكانت هذه المجموعة القصصية تتحدث عن فترة إعتقاله، وفاز بها بجائزة الدولة التشجيعية.
-  مجموعة قصصية “ ماء الحياة”عام 1992. 
- المجموعات“ كويلا” نشرت عام 2010  و “ أندو ماندو” تعني “هنا - هناك “ عام 2009 ، جميعها تتحدث عن الجذور النوبية ووصف حبه لبلاده وكيفية الحفاظ عليها. 
- رواية جبال الكحل تتحدث عن عملية التهجير النهائية للنوبيين نشرت عام 2001.
- رواية “ مرافئ الروح” نشرت عام 2004.
- تبدد: مرثية لقرية الجنينة والشباك نشرت عام 2009.
- رواية جدكاب نشرت عام 2015.[7]

## وصلات خارجية
- المساء مع قصواء - يستضيف الروائي الكبير يحيى مختار